# Heinrich Trübenbach

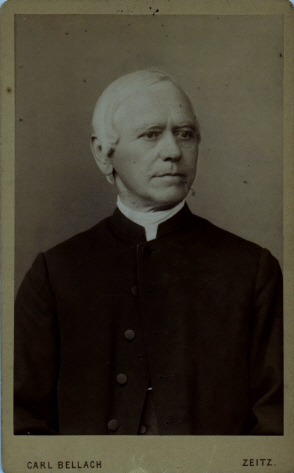
Heinrich Trübenbach

Heinrich Trübenbach (* 13. Dezember 1823 in Mittweida; † 18. Februar 1896 in Dresden) war evangelischer Pfarrer und Ortschronist in Kayna.

## Leben
Trübenbach war eines der sechs Kinder von Heinrich August Trübenbach (* 1. August 1795 in Mittweida, † 27. März 1846 in Püchau bei Wurzen) und Henriette Wilhelmine (* 28. März 1799 in Chemnitz, † 18. Mai 1871 ebenda), Tochter des Chemnitzer „Stadtphysikus“ Dr. Johann Heinrich Freitag. Heinrich August studierte nach dem Besuch der Fürstenschule (heute Gymnasium St. Augustin) in Grimma an der Universität Leipzig, wurde danach Diakon in Mittweida und schließlich Pastor in Püchau, wo er starb.
Heinrich besuchte ab 1834 die Nikolaischule Leipzig und ab 1837 die Fürstenschule Grimma, in der schon sein Vater Schüler gewesen war. Von 1842 bis 1847 studierte er an der Universität Leipzig Evangelische Theologie und trat danach als Hauslehrer in die Dienste seines späteren Schwiegervaters, des Juristen Dr. August Ludwig Mothes. Die Pastorenstelle in Dittersdorf bei Glashütte im Osterzgebirge hatte er von 1851 bis 1855 inne. Währenddessen, am 1. Mai 1852, heiratete er Anna Mothes. Das Ehepaar bekam elf Kinder, vier Söhne und sieben Töchter, wobei nur die Töchter das Erwachsenenalter erreichten. Zwei der Jungen, Martin und Oskar, starben 1862 an Diphtherie, die beiden anderen, Georg und Heinrich, 1867 an Scharlach in jungen Jahren. Sein Schwiegersohn, Max Schmiedel, berichtete später, dass Trübenbach infolge dieser Tragik innerhalb kurzer Zeit schneeweißes Haar bekommen hätte.
Vom 22. April 1855 (zweites Wochenende nach Ostern) bis zum 29. September 1894 (Michaelitag) war Heinrich Trübenbach Pfarrer in Kayna, wo er sich auch pensionieren ließ. Während dieser Zeit wurde ihm zweimal das Amt des Superintendenten angeboten, das er jedoch aus Bescheidenheit nicht annahm. Allerdings bekleidete er das Amt längere Zeit vertretungsweise. Nach seinem Tod am 18. Februar 1896 wurde er am 21. Februar 1896 auf dem Dresden-Neustädter Friedhof beigesetzt.

## Werke (Auswahl)
- Chronik von Kayna bis 1895, 1895, Nachträge und Korrekturen von Klaus Schmiedel und Wolfgang Voss, Liederbach i.T. 2005–2008 pdf
- Familien- und Lebens-Erinnerungen, seinen Kindern und Enkeln wie allen lieben Verwandten gewidmet von H. Trübenbach, Pfarrer zu Kayna, Weihnacht 1887, als Lebenserinnerungen eines Kaynaer Pastors mit Nachträgen, hg. v. Klaus Schmiedel, Liederbach i.T. 2023 pdf
- Beiträge zu der Geschichte des Zeitzer Kreises, Druck bei C. Brendel, Zeitz 1886, Nachdruck in: Chronik von Zeitz und den Dörfern des Zeitzer Kreises nach Urkunden und Akten aus den Jahren 968 bis 1895. Herausgeber: Ernst Zergiebel, 3 Bände, Zeitz 1896 (Nachdruck Neustadt an der Aisch 1996 [Verlag für Kunstreproduktion]), Band 1, Teil 1, Seiten 28 bis 73
- Die christliche Armenpflege in ihrer geschichtlichen Entwicklung und neuesten Gestaltung. Allen Armenfreunden, Pflegern und Pflegerinnen gewidmet von Trübenbach, P., verlegt bei Theodor Rother, Leipzig 1889 (28 Seiten)
- Die Kirche zu Kayna und ihre Renovation. (20. August 1891), Druck von W. Ronneburger, Zeitz 1891 (4 Seiten)

| Personendaten    | Personendaten            |
| ---------------- | ------------------------ |
| NAME             | Trübenbach, Heinrich     |
| KURZBESCHREIBUNG | Pfarrer und Ortschronist |
| GEBURTSDATUM     | 13. Dezember 1823        |
| GEBURTSORT       | Mittweida                |
| STERBEDATUM      | 18. Februar 1896         |
| STERBEORT        | Dresden                  |